# میناموتو نو یوریتومو
میناموتونو یوریتومو (به ژاپنی: 源頼朝) ۹ مه ۱۱۴۷ – ۹ فوریه ۱۱۹۹) نخستین شوگون و بنیان‌گذار شوگون‌سالاری کاماکورا بود. عضوی از خاندان سیوا گنجی شاخه ای از کاواچی گنجی بود. وی از سال ۱۱۹۲ تا سال ۱۱۹۹ میلادی، رئیس حکومت کاماکورا بود. او سومین فرزند پسر میناموتو نو یوشیتومو، رهبر خاندان میناموتو از همسر رسمی او، یورا-گوزن بود. یوریتومو در آتسوتا-کو، ناگویا ولایت اُواری متولد شد.
در سال ۱۱۸۰ و با مرگ شاهزاده موچی‌هیتو فرزند امپراتور گو شیراکاوا، فراخوانی ملی برای شورش علیه خاندان تایرا در سرتاسر ژاپن شکل گرفت. یوریتومو از جمله افرادی بود که در این مشارکت حضور یافت به ویژه آنکه پس از مرگ میناموتو نو یوریماسا و شاهزاده موچی‌هیتو، تنش‌ها میان تایرا و میناموتو افزایش قابل‌توجهی یافته بود. او خاندان خود را علیه خاندان تایرا از پایتخت خود در کاماکورا، کاناگاوا رهبری کرد و جنگ گنپی را در سال ۱۱۸۰ آغاز کرد.
یوریتومو خودش را رهبر و وارث برحق خاندان میناموتو نامید و مقر حکومتی را در کاماکورا بنیان نهاد. چالش عمده او در آنجا بود که همگان با چنین ادعایی موافق نبودند، از جمله؛ عموی وی میناموتو نو یوکی‌ایه و پسر عموی او میناموتو نو یوشیناکا از جمله افراد کلیدی بودند که این ادعا را به چالش کشیدند. در سال ۱۱۸۱ میلادی، تایرا نو کیوموری درگذشت و خاندان تایرا، تحت رهبری وارث وی، تایرا نو مونه‌موری قرار گرفت.: 287  مونه‌موری تندخوتر بود و شیوهٔ تهاجمی‌تری را علیه میناموتو در پیش گرفت و در جنگ گنپی از کیوتو به مواضع میناموتو یورش برد؛ هر چند، یوریتومو در استحکامات کاماکورا به خوبی محافظت می‌شد و برادران او، میناموتو نو یوشی‌تسونه و میناموتو نو نوری‌یوری، در چندین نبرد پراکنده، تایرا را شکست دادند اما در مقابل یوشیناکا، پسر عمو و رقیب برادرشان متوقف شدند.: 289–305  پس از پنج سال جنگ داخلی، خاندان میناموتو سرانجام شکست خورد. تایرا در نبرد دان نو اورا در ۱۱۸۵. یوریتومو برتری کاست سامورایی و اولین شوگون را که قرار بود در اطراف کاماکورا متمرکز شود، ایجاد کرد. بدین ترتیب شوگون سالاری در تاریخ ژاپن که تا قرن هفدهم ادامه یافت. همسر او هوجو ماساکو نام داشت که پس از مرگ او به عنوان نایب‌السلطنه شیکن عمل کرد.

## اوایل زندگی

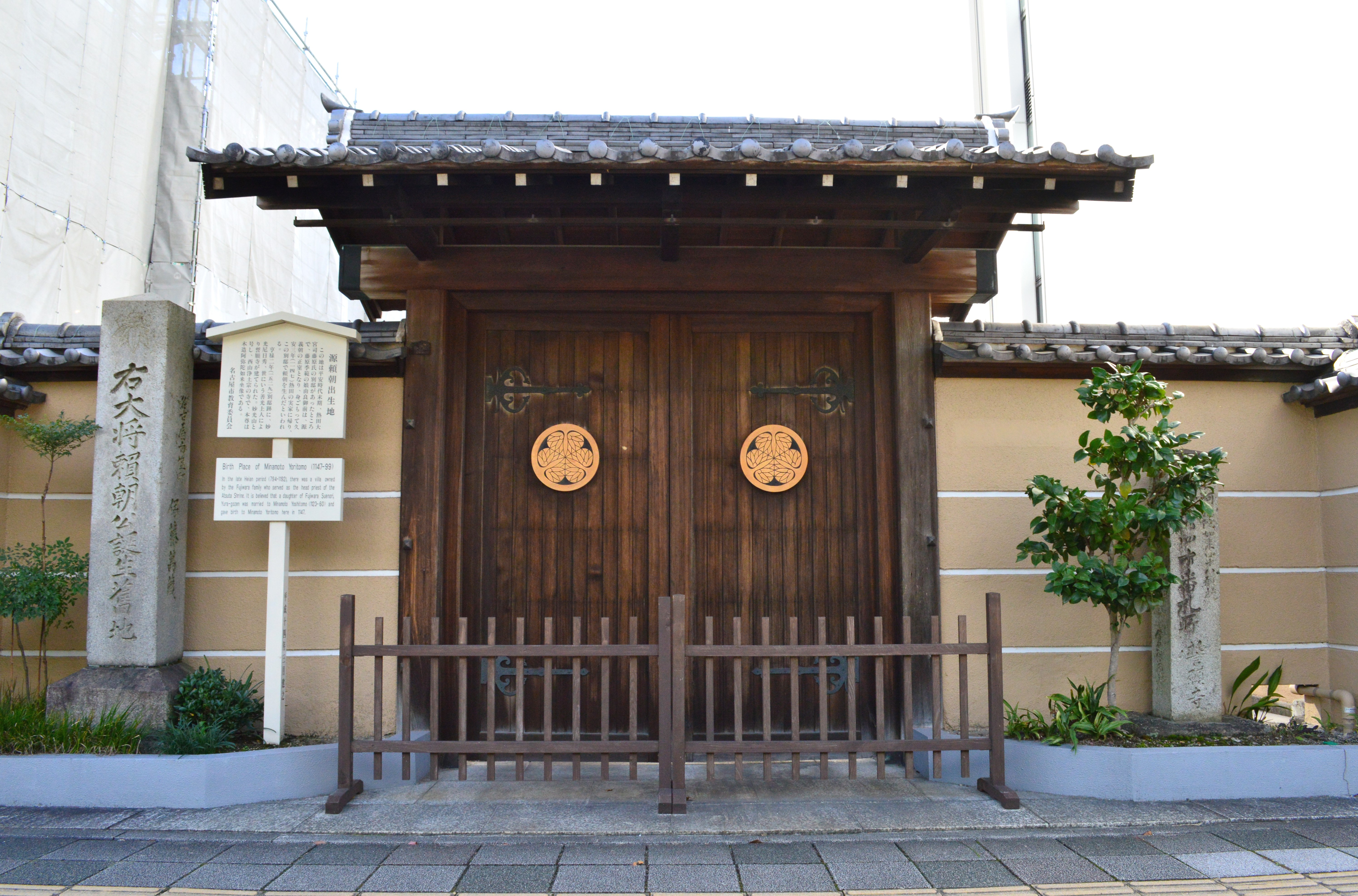
دروازه سیگان-جی (آتسوتا-کو، ناگویا) در ناگویا، محل قبلی ویلای خانوادگی و زادگاهش

یوریتومو سومین پسر میناموتو نو یوشیتومو، ششمین رهبر شاخه‌ای از خاندان سیوا گنجی به نام خاندان کاواچی گنجی و یکی از نوادگان امپراتور سیوا بود. مادر او یورا-گوزن، دختر فوجیوارا نو سوئه‌نوری، کاهن اعظم معبد آتسوتا و یکی از اعضای قدرتمند خاندان فوجیوارا بود. او در ویلای خانوادگی، در ضلع غربی محله آتسوتا در ناگویا، ولایت اُواری به دنیا آمد. نام دوران کودکی او «اونیواکامارو» بود. اگرچه یوریتومو سومین پسر بود، اما با او به عنوان نخستین پسر مشروع و وارث پدر رفتار می‌شد، زیرا او نخستین پسر همسر اصلی پدر خود بود و مادرش به خاندان پرقدرتی تعلق داشت. او سریع تر از برادران بزرگترش در کار خود پیشرفت کرد. در دوازده سالگی در دستیار شاهدخت مونه‌کو دختر امپراتور توبا  (مرگ ۱۱۵۶ میلادی) شد و به طور پیوسته تا سن چهارده سالگی به رتبه‌های بالاتر در دربار رسید.
پس از شورش هیجی، شرایط سختی بر خاندان میناموتو و متحدان آنها تحمیل شد. با وجود این به دلیل درخواست‌های نامادری تایرا نو کیوموری یوریتومو که پس از کشته شدن پدرش، هفتمین رهبر خاندان کاواچی گنجی شده بود، توسط کیوموری اعدام نشد، افزون بر آن به برادران یوریتومو، میناموتو نو نوری‌یوری و میناموتو نو یوشی‌تسونه نیز اجازه زندگی داده شد.

## فراخوان به اسلحه و جنگ گنپی (۱۱۸۰–۱۱۸۵)
در سال ۱۱۸۰، شاهزاده موچی‌هیتو، پسر امپراتور گوشیراکاوا (امپراتور بازنشسته راهب)، یک فراخوان ملی به سلاح‌های خاندان میناموتو در سراسر ژاپن برای شورش علیه خاندان تایرا انجام داد این امر به ویژه پس از تشدید تنش بین تایرا و میناموتو پس از مرگ میناموتو نو یوریماسا و خود شاهزاده موچی‌هیتو.
یوریتومو خود را به عنوان وارث قانونی خاندان میناموتو تثبیت کرد و پایتختی را در کاماکورا، کاناگاوا در شرق تأسیس کرد، با این حال، همه یوریتومو به عنوان وارث برحق او فکر نمی‌کردند. میناموتو نو یوکی‌ایه، و پسر عمویش میناموتو نو یوشیناکا علیه او الهام کردند.
در سپتامبر ۱۱۸۰، یوریتومو در نبرد ایشی‌باشی‌یاما، اولین نبرد بزرگ او، زمانی که اوبا کاگه‌چیکا یک حمله سریع شبانه را رهبری کرد، شکست خورد. پس از شکست در کوه ایشیباشیاما، میناموتو نو یوریتومو به کوه‌های هاکون گریخت. ماند در یوگاوارا، سپس از مانازورو، کاناگاوا-ایوا به شهرستان آوا، چیبا (جنوب امروزی چیبا (شهر) فرار کرد ماه‌ها ارتش جدیدی را تشکیل می‌دهند.: ۲۸۹–۲۹۱ 
تایرا نو کیوموری در سال ۱۱۸۱ درگذشت و تایرا اکنون توسط تایرا نو مونه‌موری رهبری می‌شد. و به پایگاه‌های میناموتو از کیوتو در جنگ گنپی حمله کرد، اما یوریتومو در کاماکورا، کاناگاوا به خوبی محافظت شد.
برادران او تایرا را در چندین نبرد شکست دادند، اما نتوانستند میناموتو نو نوری‌یوری و میناموتو نو یوشیناکا، رقیب یوریتومو، را از ورود به کیوتو در سال ۱۱۸۳ و تعقیب جنوب تایرا متوقف کنند. امپراتور آنتوکو با آنها.: ۲۸۹–۳۰۵  در سال ۱۱۸۴، میناموتو جایگزین آنتوکو با امپراتور گو-توبا شد.: ۳۱۹ 
از ۱۱۸۱ تا ۱۱۸۴، یک آتش‌بس عملی با دربار تحت سلطه تایرا به یوریتومو فرصت داد تا اداره‌ای را با مرکزیت ستاد نظامی خود در کاماکورا ایجاد کند از خاندان از او و بر خاندان تایرا که در سال ۱۱۸۵ در نبرد دان نو اورا شکستی وحشتناک متحمل شد. شوگون در کاماکورا، به این ترتیب دوران فئودالی در ژاپن آغاز شد که تا قرن هفدهم ادامه داشت.

## سال‌های بعد و مرگ

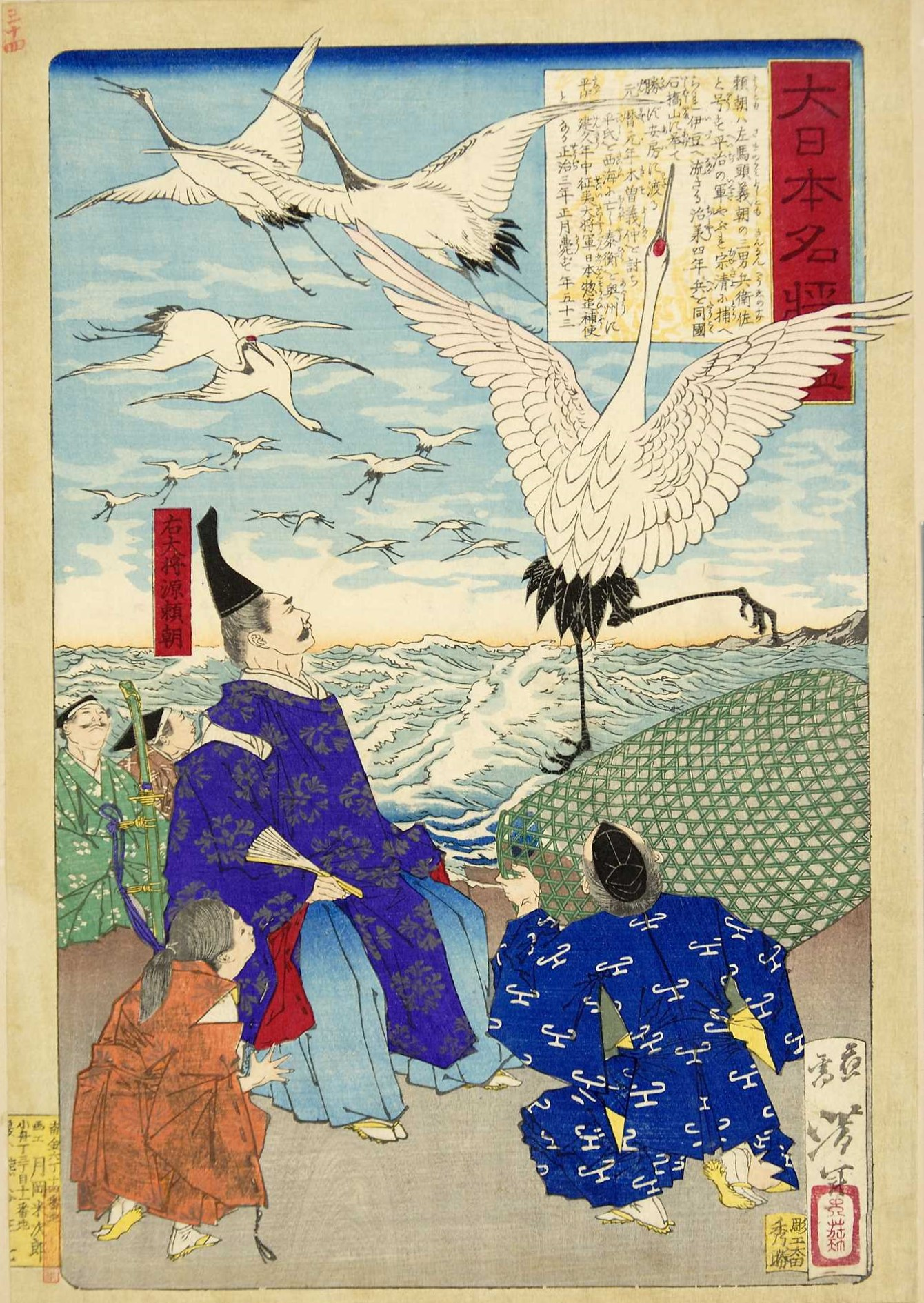
یک «اوکی‌یو-ئه» توسط تسوکی‌اوکا یوشی‌توشی نشان می‌دهد که یوریتومو و نگهدارنده‌هایش پرنده‌ها را رها می‌کنند تا برای کشته‌شدگان جنگ در موتسو و دیوا عزاداری کنند.

هنگامی که او به یک مقام قدرت رسید، یوریتومو شروع به سرپیچی و تضعیف اقتدار امپراتور گو-شیراکاوا با انتصاب «جیتو» (معاونان منطقه) و شوگو (پاسبان) خود کرد و بدین ترتیب قدرت اداری محلی حکومت مرکزی را از بین برد.
در تابستان ۱۱۸۹، یوریتومو به استان‌های شمالی ولایت موتسو و ولایت دوا حمله کرد و آن‌ها را تحت سلطه خود درآورد. در دسامبر ۱۱۹۰، یوریتومو در عمارت روکوهارا در پایتخت، کیوتو، مقر سابق خاندار تایرا، اقامت گزید. هنگامی که رقیب قدیمی او، امپراتور گو-شیراکاوا در بهار ۱۱۹۲ درگذشت، دیگر هیچ‌کس مانع جاه‌طلبی نهایی او نشد، بنابراین، یوریتومو به خود لقب سی تای شوگون داد. که رسماً تمام اربابان فئودال و «جیتو» و شوگو را تحت کنترل مستقیم خود قرار داد و بدین ترتیب یک نظام ارباب‌رعیتی سازماندهی شده در اطراف کاماکورا، کاناگاوا ایجاد کرد. نقش شهر کیوتو مربوط به نقش «مراسم و آیین‌های ملی» بود.: 317–318, 327, 329, 331 
یوریتومو گوکه‌نین‌های خود را در مه ۱۱۹۳ جمع کرد و یک رویداد شکار بزرگ ترتیب داد، فوجی نو ماکی گاری در ۱۶ مه، پسر ۱۲ ساله یوریتومو برای اولین بار به یک آهو تیر انداخت. شکار متوقف شد و در شب جشنی برگزار شد که یوریتومو از موفقیت پسرش خوشحال شد و قاصدی را برای همسرش ماساکو فرستاد، اما ماساکو پیام‌رسان را به پس فرستاد و گفت که «اینکه پسر یک فرمانده نظامی بتواند به یک آهو تیر بیاندازد، ارزشی برای جشن گرفتن ندارد.»
انتقام برادران سوگا در ۲۸ مه همان سال اتفاق افتاد. برادران سوگا سوکه‌ناری و سوگا توکیمونه قاتل پدرشان، کودو سوکه‌تسونه را کشتند. این دو برادر موفق شدند ۱۰ شرکت کننده دیگر را در فوجی نو ماکی گاری بکشند تا اینکه نیتا تاداتسونه، سوگا سوکه‌ناری را کشت. سپس، سوگا توکیمونه در تلاش برای حمله به یوریتومو به عمارت یوریتومو یورش برد، اما در نهایت توسط گوشو نو گورومارو دستگیر شد، بنابراین او یوریتومو را از تلاش احتمالی ترور نجات داد و به کشتار پایان داد. پس از این، یوریتومو سوگا توکیمونه را برای بازجویی برد و بعداً او را اعدام کرد.
یوریتومو در سال ۱۱۹۹ به عنوان به یک بهکشو (راهب بودایی) تبدیل شد و خانه خود را ترک کرد.

## ظاهر و شخصیت
به گفته داستان هیجی، یوریتومو از سایر هم سن و سال‌های خود بیشتر بزرگسال به نظر می‌رسید و شکل یک جنگجوی جوان یوریتومو در طومار تصویر داستان هیجی ظاهر می‌شود. داستان ظهور و سقوط خاندان‌های میناموتو و تایرا یوریتومو را توصیف می‌کند و می‌گوید: «چهره‌اش درشت است و ظاهرش زیباست، پیام‌رسان امپراتوری ناکاهارا نو یاسوسادا، که در کاماکورا، کاناگاوا با یوریتومو ملاقات کرد». در سال ۱۱۸۳، او گفت: «او کوتاه است و صورتش درشت، ظاهرش برازنده و زبان متمدن است.»
فوجیوارا نو کانه‌زانه در دفتر خاطرات خود «تاماها» می‌نویسد که «بدن یوریتومو از قدرتی سخت‌گیرانه برخوردار است و طبیعت خشن او با تمایز روشن و تصمیم محکم دربارهٔ قضاوت درست و نادرست همراه است».
کورودا هیده‌ئو، مورخ، پرتره‌ها و مجسمه‌های میناموتو نو یوریتومو را سازماندهی و بررسی کرد و هنگام مقایسه مجسمه‌های میناموتو نو یوریتومو در هیگاشی هیروزو و هوجو توکی‌یوری در کنچو-جی به این نتیجه رسید که از نظر اندازه، تقریباً یکسان هستند، و شواهدی وجود دارد که کاریگینو با افزودن یک هیرائو به سوکوتای، لباس رسمی شوگون، بازسازی شده است. کورودا استدلال می‌کند که مجسمه در ابتدا مجسمه هوجو توکی‌یوری بود که در کاماکورا در قرن چهاردهم مجسمه‌سازی شد، اما پس از گم شدن مجسمه اصلی یوریتومو، مجسمه هوجو توکی‌یوری به عنوان جایگزین استفاده شد از سوی دیگر، کتیبه مجسمه میناموتو نو یوریتومو در ولایت کای، زنکو-جی را به جای نام مجسمه‌ساز، نام تعمیرکار می‌داند که به درخواست هوجو ماساکو در ربع اول قرن سیزدهم آن را ساخته است، بنابراین، کورودا به این نتیجه می‌رسد که این مجسمه تنها نمایش دقیق میناموتو نو یوریتومو است.

## میراث

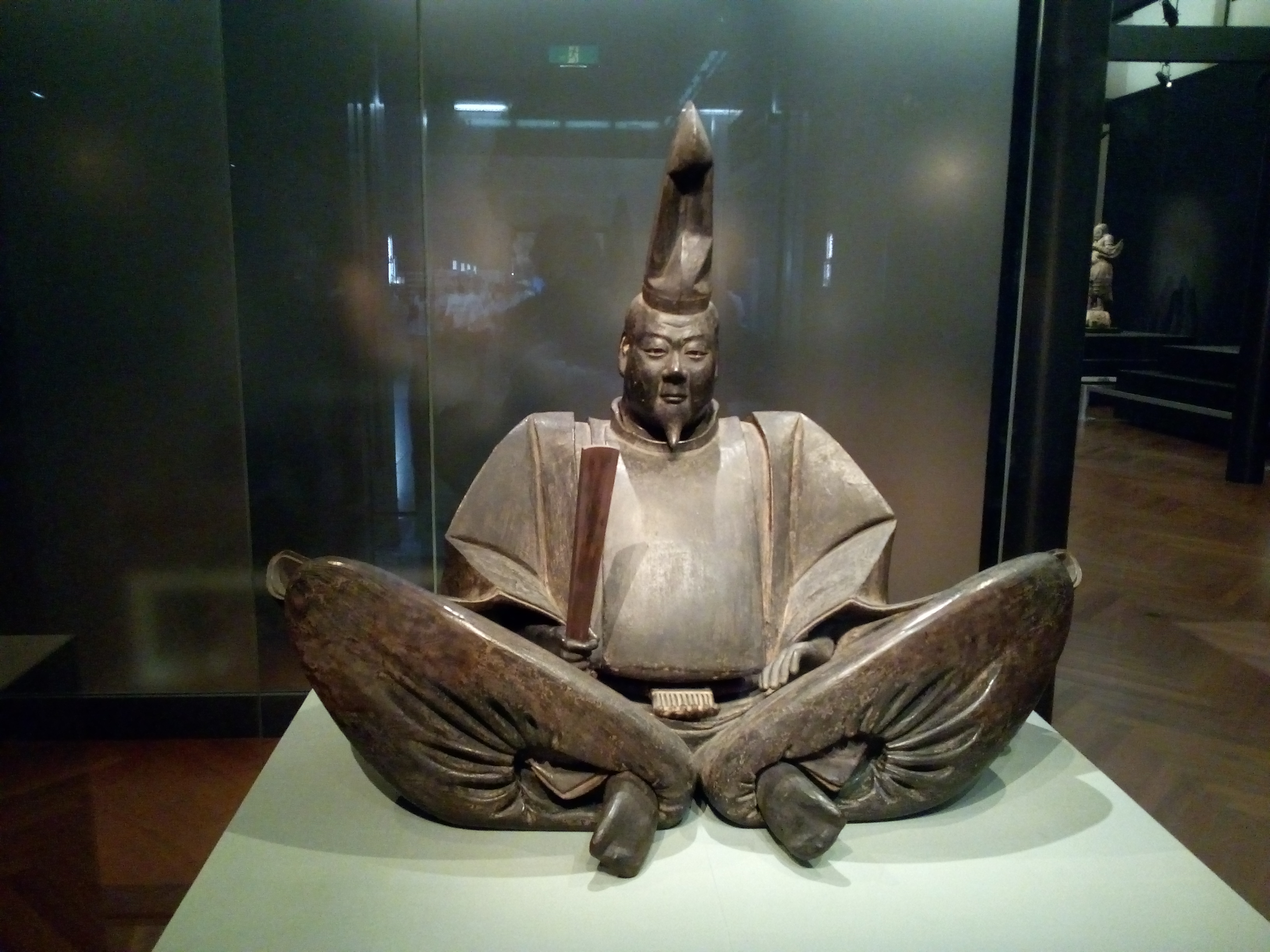
پرتره فرضی از میناموتو نو یوریتومو دوره کاماکورا، موزه ملی توکیو

به قول جورج سانسوم، «یوریتومو واقعاً مرد بزرگی بود … آینده نگری او قابل توجه بود، اما حس خوب عملی او در راه‌اندازی تشکیلات و سازمانی مطابق با قدرت در حال گسترش خودش نیز قابل توجه بود.»: ۳۳۴–۳۳۵ 
خانواده همسر یوریتومو، خاندان هوجو پس از مرگ او در کاماکورا، کاناگاوا کنترل را به دست گرفتند و تا سال ۱۳۳۳ تحت عنوان «شیکن» (نایب‌السلطنه) تسلط خود را بر شوگون‌سالاری حفظ کردند. آشیکاگا یوشیکانه بنیانگذار خاندان آشیکاگا همسر هوجو توکیکو‏، خواهرزن یوریتومو بود.

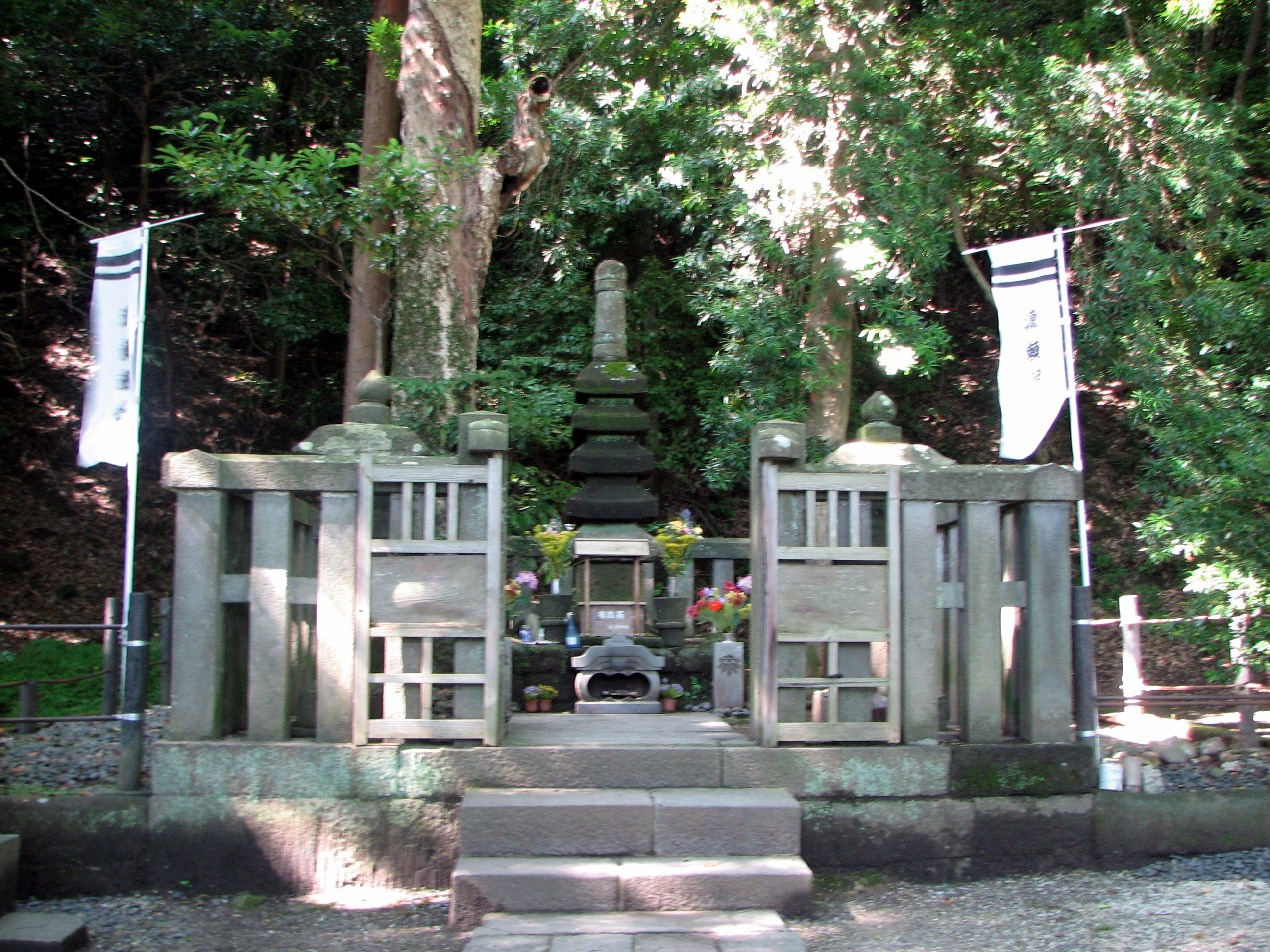
قبر یوریتومو در کاماکورا، کاناگاوا

برج پنج حلقه که به‌طور سنتی گمان می‌رود مقبره میناموتو نو یوریتومو باشد هنوز هم در مجاورت معبد شیراهاتا نگهداری می‌شود. معبد شیراهاتا در فاصله کمی از نقطه‌ای که گمان می‌رود محل به اصطلاح اوکورا باکوفو، دفتر اداری-دولتی شوگونی او بوده، قرار دارد.

## مراجع فرهنگی
او به عنوان یک قهرمان در جنگ تمام‌عیار: شوگان ۲ ظاهر می‌شود.
شخصیتی به نام «یوریتومو» در کتاب ششم اربابان خورشید در حال طلوع ظاهر می‌شود: در سری کتاب‌های ماجراجویی سرزمین‌های افسانه‌ای، جایی که یوریتومو «شوگون» خودخوانده و در آستانه جنگ با تایرا نو کیوموری است.
او به عنوان رئیس نهایی در گنپی توما دن ظاهر می‌شود، یک بازی آرکید که توسط نامکو ساخته شده و در آن شخصیت بازیکن تایرا نو کاگه‌کیو، یکی دیگر از شخصیت‌های تاریخی ژاپنی است.
او همچنین به عنوان یک شخصیت برجسته در مجموعه انیمه ۲۰۲۱ داستان هیکه (انیمه) ظاهر می‌شود.

## دوران «باکوفو» یوریتومو
سال‌هایی که یوریتومو در آن‌ها شوگون بود، به‌طور خاص با بیش از یک نام عصر ژاپنی مشخص می‌شوند.
- دوره کنکیو (۱۱۹۰–۱۱۹۹)
- دوره شوجی (۱۱۹۹–۱۲۰۱)

## خانواده
والدین
- پدر: میناموتو نو یوشیتومو (۱۱۲۳ – ۱۱۶۰)
- مادر: یورا گوزن (متوفی ۱۱۵۹)، دختر فوجیوارا نو سوئه‌نوری

"همسران و فرزندان
- همسر احتمالی: یائه هیمه، دختر ایتو سوکه‌چیکا
  - سنتسوروگوزن، پسر اول احتمالی
- همسر اصلی: هوجو ماساکو[۱۹] (۱۱۵۶ – ۱۲۲۵)، دختر هوجو توکیماسا
  - اوهیمه (۱۱۷۸ – ۱۱۹۷)، نامزد میناموتو نو یوشیتاکا، اولین دختر
  - میناموتو نو یوری‌ایه (۱۱۸۲–۱۲۰۴)، اولین پسر از همسر اصلی
  - سانمان (۱۱۸۶–۱۱۹۹)، دومین دختر
  - میناموتو نو سانه‌تومو (۱۱۹۲ – ۱۲۱۹، حکمرانی ۱۲۰۳–۱۲۱۹)، سومین پسر[۲۰]
- شو: کامه نو مائه
- شو: دایشین نو تسوبونه
  - جوگیو (۱۱۸۶ – ۱۲۳۱) دومین پسر

## گاهشماری رویدادها
- تاریخ، تقویمی است که منبع از آن استفاده می‌کند و در آن زمان سنمیو-رکی بوده است.

| تقویم ژاپنی             | تقویم غربی | ماه/روز سنمیو-رکی                              | مطالب | منبع                          |
| ----------------------- | ---------- | ---------------------------------------------- | --- | ----------------------------- |
| سال سوم کیوآن           | ۱۱۴۷       | ۸ آوریل                                        | تولد (طبق محاسبه سنی در آسیای شرق ۱ ساله)                                                                                 | ؟                             |
| سال سوم هوگن            | ۱۱۵۸       | سوم فوریه                                      | کار در دفتر کاخ ملکه (کاخ امپراتریس شائوجین) (۱۲ ساله)                                                                    | کوگیو بونین                   |
| سال اول هیجی            | ۱۱۵۹       | ۲۹ ژانویه                                      | گرفتن پست همزمان کونوفوئه (نگهبان دربار)                                                                                  | کوگیو بونین                   |
| سال اول هیجی            | ۱۱۵۹       | ۱۳ فوریه                                       | اشتغال به کورودو-دوکورو (دستیاری) شاهدخت مونه‌کو (شاهدخت توشی)                                                             | کوگیو بونین                   |
| سال اول هیجی            | ۱۱۵۹       | یکم مارس                                       | اخراج از کار به دلیل فوت مادر                                                                                             | کوگیو بونین                   |
| سال اول هیجی            | ۱۱۵۹       | ۲۸ ژوئن                                        | اشتغال به عنوان کورودو-دوکورو (دستیاری) هفتاد و هشتمین امپراتور، امپراتور نیجو                                            | کوگیو بونین                   |
| سال اول هیجی            | ۱۱۵۹       | ۹ تا ۲۶ دسامبر                                 | شورش هیجی | هیاکورنشو هیکه مونوگاتاری     |
| سال اول هیجی            | ۱۱۵۹       | ۱۴ دسامبر                                      | رتبه پنجم پایین ja:従五位                                                                                                 | کوگیو بونین                   |
| سال اول هیجی            | ۱۱۵۹       | ۲۸ دسامبر                                      | حکم تبعید | کوگیو بونین                   |
| سال اول ایریاکو         | ۱۱۶۰       | ۱۱ مارس                                        | تبعید به ولایت ایزو (سن ۱۴)                                                                                               | سیکایگانشو セイカイガンショウ |
| نامشخص                  | نامشخص     | نامشخص                                         | تولد نخستین فرزند پسرش به نام سنتسوروگوزن از دختر سوم ایتو سوکه‌چیکا، یائه هیمه و کشته شدن پسر توسط پدربزرگش ایتو سوکه‌چیکا | سوگا مونوگاتاری               |
| سال سوم آنگن            | ۱۱۷۷       | ناشناخته                                       | ازدواج با دختر بزرگ هوجو توکیماسا، ماساکو                                                                                 | آزوما کاگامی سونپی بونمیاکو   |
| سال چهارم جیشو          | ۱۱۸۰       | ۲۷ آوریل                                       | دریافت فرمان به شورش از طرف شاهزاده موچیهیتو (۳۴ سالگی)                                                                   | آزوما کاگامی                  |
| سال چهارم جیشو          | ۱۱۸۰       | ۱۷ اوت                                         | ارتشی را در ولایت ایزو که در آنجا مستقر شده بود تشکیل داد و یاماکی کانه‌تاکا                                               | آزوما کاگامی                  |
| سال چهارم جیشو          | ۱۱۸۰       | ۲۳ اوت                                         | نبرد ایشی‌باشی‌یاما | آزوما کاگامی                  |
| سال چهارم جیشو          | ۱۱۸۰       | ۲۹ اوت                                         | فرار به ولایت آوا | آزوما کاگامی                  |
| سال چهارم جیشو          | ۱۱۸۰       | پنجم سپتامبر                                   | دریافت دستور تعقیب گروه به عنوان خائن                                                                                     | گیوکویو                       |
| سال چهارم جیشو          | ۱۱۸۰       | ۷ اکتبر                                        | ورود به کاماکورا | آزوما کاگامی                  |
| سال چهارم جیشو          | ۱۱۸۰       | ۲۰ اکتبر                                       | نبرد فوجیگاوا | آزوما کاگامی                  |
| سال چهارم جیشو          | ۱۱۸۰       | ۲۱ اکتبر                                       | پیوستن کوچک‌ترین برادر، میناموتو نو یوشیتسونه به او                                                                        | آزوما کاگامی                  |
| سال چهارم جیشو          | ۱۱۸۰       | پنجم نوامبر                                    | شکست ساتاکه هیده‌یوشی از ولایت هیتاچی                                                                                      | آزوما کاگامی                  |
| سال چهارم جیشو          | ۱۱۸۰       | ۷ نوامبر                                       | دریافت مجدد اعلامیه تعقیب                                                                                                 | آزوما کاگامی                  |
| سال چهارم جیشو          | ۱۱۸۰       | ۱۷ نوامبر                                      | افزودن نام وادا یوشیموری به سامورایی-دوکورو بتتو                                                                          | آزوما کاگامی                  |
| سال اول یووا            | ۱۱۸۱       | ۴ فوریه                                        | مرگ تایرا نو کیوموری (۳۵ ساله)                                                                                            | گیوکویو                       |
| سال اول جوئی            | ۱۱۸۲       | ۱۲ اوت                                         | تولد پسر ارشد مانجو (میناموتو نو یوری‌ایه) (۳۶ ساله)                                                                       | آزوما کاگامی                  |
| سال دوم جوئی            | ۱۱۸۳       | ۲۳ فوریه                                       | شکست عموی خود میناموتو نو یوشیهیرو در نبرد نوگیمیا (سن ۳۷)                                                                | آزوما کاگامی                  |
| سال دوم جوئی            | ۱۱۸۳       | بهار                                           | روبرو شدن با پسرعموی خود میناموتو نو یوشیناکا در ولایت شینانو و گروگان گرفتن پسر بزرگ او، میناموتو نو یوشیتاکا            | هیکه مونوگاتاری               |
| سال دوم جوئی            | ۱۱۸۳       | ۲۸ ژوئیه                                       | ورود میناموتو نو یوشیناکا و عمویش میناموتو نو یوکی‌ایه به کیوتو                                                            | گیوکویو                       |
| سال دوم جوئی            | ۱۱۸۳       | سپتامبر                                        | دریافت دستور دستگیری یوشیناکا از طرف دربار                                                                                | گیوکویو                       |
| سال دوم جوئی            | ۱۱۸۳       | نهم اکتبر                                      | بازگردانی به رتبه پنجم پایین                                                                                              | کوگیو بونین                   |
| سال دوم جوئی            | ۱۱۸۳       | ۱۴ اکتبر                                       | اعلامیه ماه دهم سال دوم جوئی                                                                                              | هیاکورنشو، گیوکویو            |
| سال اول گنریاکو         | ۱۱۸۴       | ۲۰ ژانویه                                      | شکست دادن یوشیناکا در نبرد اوجیگاوا (۳۸ ساله)                                                                             | آزوما کاگامی                  |
| سال اول گنریاکو         | ۱۱۸۴       | ۷ فوریه                                        | نبرد ایچینوتانی | آزوما کاگامی                  |
| سال اول گنریاکو         | ۱۱۸۴       | ۲۷ مارس                                        | رتبه چهارم ارشد | آزوما کاگامی                  |
| سال اول گنریاکو         | ۱۱۸۴       | آوریل                                          | کشتن میناموتو نو یوشیتاکا پس از فرار او از کاماکورا                                                                       | آزوما کاگامی                  |
| سال اول گنریاکو         | ۱۱۸۴       | یکم مه                                         | احضار ملازمان خود و دادن دستور به آنها برای اعزام به ولایت کای شیناو                                                      | آزوما کاگامی                  |
| سال اول گنریاکو         | ۱۱۸۴       | ۱۶ ژوئن                                        | قتل کای گنجی ایچیجو تادیوری                                                                                               | آزوما کاگامی                  |
| سال اول گنریاکو         | ۱۱۸۴       | ژوئیه                                          | شورش خاندان میکاهیرا | گیوکویو                       |
| سال اول گنریاکو         | ۱۱۸۴       | ۸ اوت                                          | ترک کاماکورا توسط برادرش میناموتو نو نوری‌یوری برای تعقیب و حمله به منطقه سایگوکو                                          | آزوما کاگامی                  |
| سال اول گنریاکو         | ۱۱۸۴       | ۶ اکتبر                                        | افتتاح عنوان ماندوکورو توسط اوئه نو هیروموتو به عنوان بتتو                                                                | آزوما کاگامی                  |
| سال اول گنریاکو         | ۱۱۸۴       | ۲۰ اکتبر                                       | افتتاح یک دفتر مونچو-جو (هیئت تحقیق و تفحص در مورد موضوع‌های حقوقی) با میوشی یاسونوبو                                      | آزوما کاگامی                  |
| سال اول بونجی           | ۱۱۸۵       | ۱۹ فوریه                                       | نبرد یاشیما (۳۹ ساله) | آزوما کاگامی                  |
| سال اول بونجی           | ۱۱۸۵       | ۲۴ مارس                                        | نبرد دان نو اورا: نابودی خاندان تایرا                                                                                     | آزوما کاگامی                  |
| سال اول بونجی           | ۱۱۸۵       | ۲۷ آوریل                                       | رتبه دوم | آزوما کاگامی                  |
| سال اول بونجی           | ۱۱۸۵       | ۱۵ مه                                          | برگشت یوشیتسونه با پدر و پسر تایرا نو مونه‌موری و تایرا نو کیومونه                                                         | آزوما کاگامی                  |
| سال اول بونجی           | ۱۱۸۵       | ۱۶ مه                                          | ملاقات با تایرا نو مونه‌موری و تایرا نو کیومونه                                                                            | آزوما کاگامی                  |
| سال اول بونجی           | ۱۱۸۵       | نهم ژوئن                                       | بازگرداندن یوشیتسونه به همراه تایرا نو مونه‌موری و تایرا نو کیومونه به کیوتو                                               | آزوما کاگامی                  |
| سال اول بونجی           | ۱۱۸۵       | ۱۸ اکتبر                                       | دستور به یوشیتسونه و میناموتو نو یوکی‌ایه برای دستگیری یوریتومو                                                            | گیوکویو                       |
| سال اول بونجی           | ۱۱۸۵       | ۲۴ اکتبر                                       | مراسم یادبود کاتسوچوجواین                                                                                                 | آزوما کاگامی                  |
| سال اول بونجی           | ۱۱۸۵       | سوم نوامبر                                     | ترک پایتخت توسط یوشیتسونه و میناموتو نو یوکی‌ایه                                                                           | گیوکویو                       |
| سال اول بونجی           | ۱۱۸۵       | ۱۱ نوامبر                                      | صدور فرمان دستگیری یوشیتسونه و یوکی‌ایه                                                                                    | گیوکویو                       |
| سال اول بونجی           | ۱۱۸۵       | ۲۸ نوامبر                                      | منشور امپراتوری بونجی | آزوما کاگامی، گیوکویو         |
| سال اول بونجی           | ۱۱۸۵       | ۲۹ نوامبر                                      | دستور تأسیس جیتو (ژاپن) در استان‌های مختلف                                                                                 | آزوما کاگامی                  |
| سال پنجم بونجی          | ۱۱۸۹       | ۵ ژانویه                                       | رتبه دوم ارشد (سن ۴۳) | کوگیو بونین                   |
| بونجی                   | ۱۱۸۹       | ۳۰ آوریل                                       | شکست یوشیتسونه در نبرد رود کورومو از فوجیوارا نو یاسوهیرا                                                                 | آزوما کاگامی                  |
|                         | ۱۱۸۹       | ژوئیه تا سپتامبر                               | نابودی خاندان اوشو فوجیوارا در نبرد اوشو                                                                                  | آزوما کاگامی                  |
| سال اول کنکیو           | ۱۱۹۰       | ۷ نوامبر                                       | کامیکورو | آزوما کاگامی                  |
| سال اول کنکیو           | ۱۱۹۰       | ۹ نوامبر                                       | منصوب شدن به دایناگون [مشاور ارشد دربار)                                                                                  | آزوما کاگامی                  |
| سال اول کنکیو           | ۱۱۹۰       | ۲۴ نوامبر                                      | منصوب شدن به فرمانده ارشد کونوئه                                                                                          | آزوما کاگامی                  |
| سال اول کنکیو           | ۱۱۹۰       | سوم دسامبر                                     | استعفا از هر دو مقام | آزوما کاگامی                  |
| سال اول کنکیو           | ۱۱۹۰       | ۲۹ دسامبر                                      | بازگشت به کاماکورا | آزوما کاگامی                  |
| سال سوم کنگیو           | ۱۱۹۲       | ۱۳ مارس                                        | مرگ امپراتور گوشیراکاوا (۴۶ سالگی)                                                                                        | گیوکویو                       |
| سال سوم کنگیو           | ۱۱۹۲       | ۱۲ ژوئیه                                       | منصوب شدن به عنوان شوگون                                                                                                  | کوگیو بونین                   |
| سال سوم کنگیو           | ۱۱۹۲       | نهم اوت                                        | تولد دومین پسر (به عنوان پسر ماساکو)                                                                                      | آزوما کاگامی                  |
| سال چهارم کنکیو         | ۱۱۹۳       | ۲۸ مه                                          | وقوع اقدام به ترور در طی انتقام برادران سوگا در طول جشن شکار فوجی نو ماکی گاری (۴۷ ساله)                                  | آزوما کاگامی                  |
| سال چهارم کنکیو         | ۱۱۹۳       | ۱۷ اوت                                         | تبعید برادر کوچکتر میناموتو نو یوری‌ایه به ایزو                                                                            | آزوما کاگامی                  |
| سال ششم کنکیو           | ۱۱۹۵       | ۱۴ فوریه                                       | مهاجرت برای دومین بار با خانواده (۴۹ ساله)                                                                                | آزوما کاگامی                  |
| سال ششم کنکیو           | ۱۱۹۵       | ۱۲ مارس                                        | شرکت در جشن تکمیل معبد (میکی بوهو) تودای‌جی در کیوتو                                                                       | آزوما کاگامی                  |
| سال ششم کنکیو           | ۱۱۹۵       | ۸ ژوئیه                                        | بازگشت به کاماکورا | آزوما کاگامی                  |
| سال هفتم کنکیو          | ۱۱۹۶       | ژوئیه                                          | تغییر سیاسی سال هفتم کنکیو (۵۰ ساله)                                                                                      |                               |
| سال هشتم کنکیو سال هشتم | ۱۱۹۷       | ۱۴ ژوئیه                                       | درگذشت دختر ارشد اوهیمه (۵۱ سالگی)                                                                                        |                               |
| سال نهم کنکیو           | ۱۱۹۸       | ۲۷ دسامبر                                      | شرکت در مراسم یادبود پل رود ساگامی (۵۲ ساله) سقوط از اسب در راه بازگشت                                                    | کاماکورا اونیکی               |
| سال دهم کنکیو           | ۱۱۹۹       | ۱۱ ژانویه                                      | تبدیل به راهب شدن | اینوکوماکانپاکوکی کوگیو بونین |
| سال دهم کنکیو           | ۱۱۹۹       | ۱۳ ژانویه برابر با ۹ فوریه بر طبق تقویم میلادی | درگذشت (در سن ۵۳/۵۱ سالگی)                                                                                                | اینوکوماکانپاکوکی هیاکورنشو   |